# Radka Vernerová
Radka Vernerová (* 15. dubna 1985 Brno) je česká dobrovolnice a aktivistka, zakladatelka prvního dětského hospicu v České republice.

## Život
Narodila se v Brně 15. dubna 1985. Po studiu na Gymnáziu v Brně-Bystrci (1996–2004) vystudovala bakalářský obor výživa a regenerace na Fakultě sportovních studií Masarykovy univerzity v Brně (2004–2007). Poté absolvovala magisterské studium marketingu a managementu v rekreaci a sportu na Univerzitě Palackého v Olomouci (2007–2009). Po škole pracovala ve firmě Merida vyrábějící a distribuující horská kola.
Již v průběhu vysokoškolského studia, v roce 2002, se začala věnovat dobročinnosti, nejprve na oddělení onkologie ve Fakultní nemocnici Brno. V roce 2012 založila se svými kamarádkami z gymnázia nadační fond ZERAFA a stala se předsedkyní jeho správní rady, docházela vypomáhat do hospice, domova pro seniorní občany a střediska výchovné péče.
Když její kamarádce Petře Trnkové zemřela sedmiměsíční dcera Julie na meningitidu, přivedlo ji to k nápadu vybudovat dětský hospic. V roce 2017 vyhlásila veřejnou sbírku. V roce 2018 založila a stala se ředitelkou neziskové organizace Dům pro Julii, která si předsevzala vybudovat a provozovat takové zařízení v Brně. Inspirovala se k tomu situací ve Velké Británii, kde byla na stáži v zařízení BluebelI Wood Children's Hospice. Samotná realizace kamenného hospice v hodnotě 185 milionů korun začala v roce 2022 a jejím investorem bylo Statutární město Brno, jež ve výši 86 milionů čerpalo dotaci z fondů Evropské unie. Dne 19. července 2024 bylo zařízení slavnostně předáno neziskové organizaci k provozování.
Vernerová se stala jednou z osobností z neziskového sektoru, které 28. října 2024 ocenil prezident Petr Pavel státním vyznamenáním, v jejím případě konkrétně Medailí Za zásluhy 1. stupně v oblasti kultury. V lednu následujícího roku obdržela Cenu města Brna za mimořádný přínos městu Brnu.
Od mládí se věnuje orientačnímu běhu. Stala se matkou dvou dcer (* cca 2015 a 2016).